# Bahnhof Altdorf
Der Bahnhof Altdorf (auch Kantonsbahnhof Altdorf) ist der Bahnhof des Urner Hauptortes Altdorf. Der an der Gotthardbahn gelegene, 1882 eröffnete Bahnhof ist seit Dezember 2021 der regionale ÖV-Knotenpunkt des Urner Reusstals. Seitdem wird er auch von Intercity-Zügen bedient, die durch den Gotthard-Basistunnel ins Tessin verkehren.

## Geschichte

### Erster Bahnhof

Ehemaliges Aufnahmegebäude (1964)

Altdorf erhielt seinen ersten Bahnhof im Zuge der Eröffnung der Gotthardbahn 1882. Nicht zustande kam das Projekt der Jura-Gotthard-Bahn, die in Altdorf abgezweigt wäre und über Luzern und Langenthal nach Delémont geführt hätte.
Bei der Planung der Gotthardbahn wurde die Bedeutung Altdorfs als Haupt- und Marktort zugunsten einer geraden Linienführung von Flüelen nach Erstfeld vernachlässigt, weshalb der Bahnhof gut einen Kilometer vom Dorfzentrum entfernt liegt. Für die Anbindung des Dorfs an den Bahnhof wurde die Bahnhofstrasse errichtet, eine ungefähr 1100 Meter lange, schnurgerade Strasse, die quer über die damals spärlich besiedelte Fläche führt. Aufgrund der touristischen Bedeutung des Bahnhofs Flüelen durch den Anschluss an die Kursschiffe der Schifffahrtsgesellschaft des Vierwaldstättersees hielten auch die Gotthardschnellzüge in Flüelen. Um Altdorf mit dem Flüeler Bahnhof zu verbinden, wurde 1906 die Strassenbahn Altdorf–Flüelen in Betrieb genommen, die 1951 auf Busbetrieb umgestellt wurde. Mit dem Anschluss Altdorfs an den Bahnhof Flüelen verlor der Bahnhof Altdorf immer mehr an Relevanz für die Bevölkerung.
Im Jahr 1994 wurden die Regionalzüge im Kanton Uri durch einen Busbetrieb ersetzt, womit der Personenverkehr eingestellt wurde. Seit der Lancierung der S-Bahn Zentralschweiz am 12. Dezember 2004 bedient die S2 der Stadtbahn Zug (Baar Lindenpark-Erstfeld) den Bahnhof im Stundentakt.
Der nördlich des Aufnahmegebäudes gelegene Güterschuppen wurde 2009 saniert, gegen Norden verlängert und als Dienstleistungszentrum mit einem SBB-Reisezentrum, einem Kiosk, einem Convenience-Shop und öffentlichen Toilettenanlagen umgenutzt. 2010 wurde ein überdachter Mittelperron mit Personenunterführung eingeweiht, so dass Reisende in Richtung Norden keine Gleise mehr überqueren müssen. Ebenfalls wurde der Bahnhofplatz umgestaltet.

### Kantonsbahnhof

#### Idee und Planung
Im Zusammenhang mit dem Bau des Gotthard-Basistunnels forderte der Kanton Uri, auch vom Tunnel und damit den schnellen Verbindungen ins Tessin profitieren zu können. Im Dezember 2012 sicherten die Schweizerischen Bundesbahnen (SBB) und das Bundesamt für Verkehr dem Kanton zweistündliche Intercity-Halte in Uri zu.
Zu diesem Zweck wurde eine Aufwertung des Bahnhof Altdorf von der S-Bahn-Haltestelle zum «Kantonsbahnhof» erwogen, wo ab Dezember 2021 die Intercity-Züge halten und eine regionale Drehscheibe für den öffentlichen Verkehr im Talboden entstehen soll. Des Weiteren soll das Gebiet Eyschachen, das südwestlich des Bahnhofs liegt, zum Industrie-, Gewerbe- und Dienstleistungsgebiet entwickelt werden. Die von der Standortgemeinde Altdorf und dem Kanton Uri finanzierten Projektteile wurden am 21. Mai beziehungsweise 2. Juli 2017 in zwei Volksabstimmungen mit grosser Mehrheit angenommen.

#### Projekt und Bau

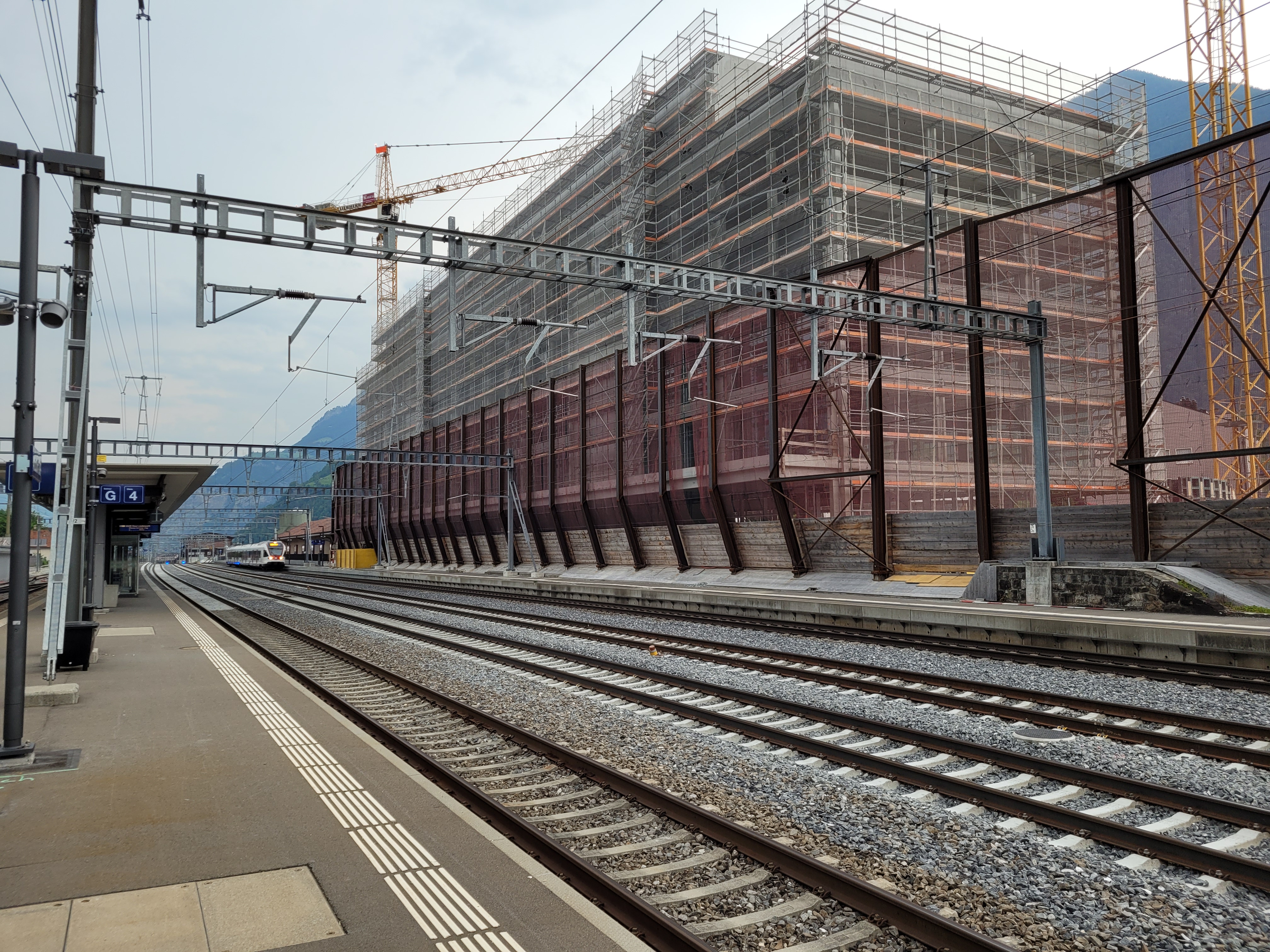
Bahnhofsgebäude im Bau im Juni 2021

Das Projekt Kantonsbahnhof besteht aus vier Teilprojekten. Die SBB verlängern die Perrons der Gleise 1 und 4 von rund 220 auf 420 Meter, damit die bis zu 400 Meter langen Intercity- und Eurocity-Züge am Bahnhof halten können. Der Kanton Uri finanziert die Anpassung des Strassenverlaufs, den Bushof Ost mit sechs Haltekanten sowie zwei weitere Haltekanten auf der Bahnhofswestseite an der Reussacherstrasse (Bushof West). Die Gemeinde Altdorf finanziert die Verlängerung der Personenunterführung auf die Westseite, um die beiden Bushaltekanten sowie das neue Entwicklungsgebiet Eyschachen zu erschliessen. Schlussendlich baut die Urner Kantonalbank am Bahnhofplatz ein neues Aufnahmegebäude.
Für den Neubau des Bahnhofsgebäudes suchten der Kanton Uri und die SBB einen Investor. Die Urner Kantonalbank (UKB) übernahm das Projekt und führte einen Architekturwettbewerb für den «Neubau Bahnhofplatz 1» durch, welcher das bisherige Aufnahmegebäude sowie das alte Hotel Bahnhof ersetzen soll. Gefordert wurde ein Dienstleistungsbau, welcher der UKB ermögliche, ihren Hauptsitz dorthin zu verlegen, aber auch Teile oder das gesamte Gebäude fremdzuvermieten. Das Erdgeschoss des Gebäudes, welches direkt zwischen Gleis 1 und Bushof Ost liegt, soll «öffentlichen Charakter» haben. Das erste Obergeschoss soll «halböffentlich» gestaltet sein und den diversen Mietern ermöglichen, Kunden zu empfangen. Die neun eingereichten Projekte von lokalen und nationalen Architekturbüros wurden im Sommer 2017 bewertet, wobei das Projekt Urig der ARGE Buchner Bründler Planer AG/Proplaning AG mit dem ersten Preis von 40'000 Franken ausgezeichnet wurde. Es entsteht ein fünfgeschossiger Bau, bestehend aus dem öffentlichen Erdgeschoss, dem halböffentlichen ersten Obergeschoss, drei Bürogeschossen sowie eines Attikaaufbaus. Die Tiefgarage wird von Süden her über die Rynächtstrasse erschlossen. Gegen den Bahnhofplatz ragen die Obergeschosse über das Erdgeschoss hinaus und ermöglichen damit die Überdachung der zwei Bushaltekanten, welche direkt am Gebäude liegen. Auf der Gleisseite wird ein Vordach erstellt, um die Reisenden vor Witterung zu schützen. Im Mai 2019 entschied die UKB, ihren Hauptsitz definitiv an den Bahnhofplatz 1 zu verlegen. Dies soll voraussichtlich im Frühling 2022 erfolgen.
Der Spatenstich für den Bau erfolgte am 9. September 2019. Zwischen Dezember 2020 und Juni 2021 hielten am Bahnhof keine Züge, damit die Perrons auf die für Intercity-Züge erforderlichen 420 Meter Länge ausgebaut werden konnten. Die Anschlüsse wurden durch einen Bahnersatzbus Flüelen–Altdorf–Erstfeld sichergestellt. Ebenfalls wurde die Bushaltestelle temporär auf die Bauernhofmatte 150 Meter südlich des Bahnhofs verlegt.

#### Inbetriebnahme
Seit dem Fahrplanwechsel am 13. Dezember 2020 wird der Bahnhof in den Fahrplanunterlagen und auf Schildern als Altdorf UR an Stelle von Altdorf bezeichnet.

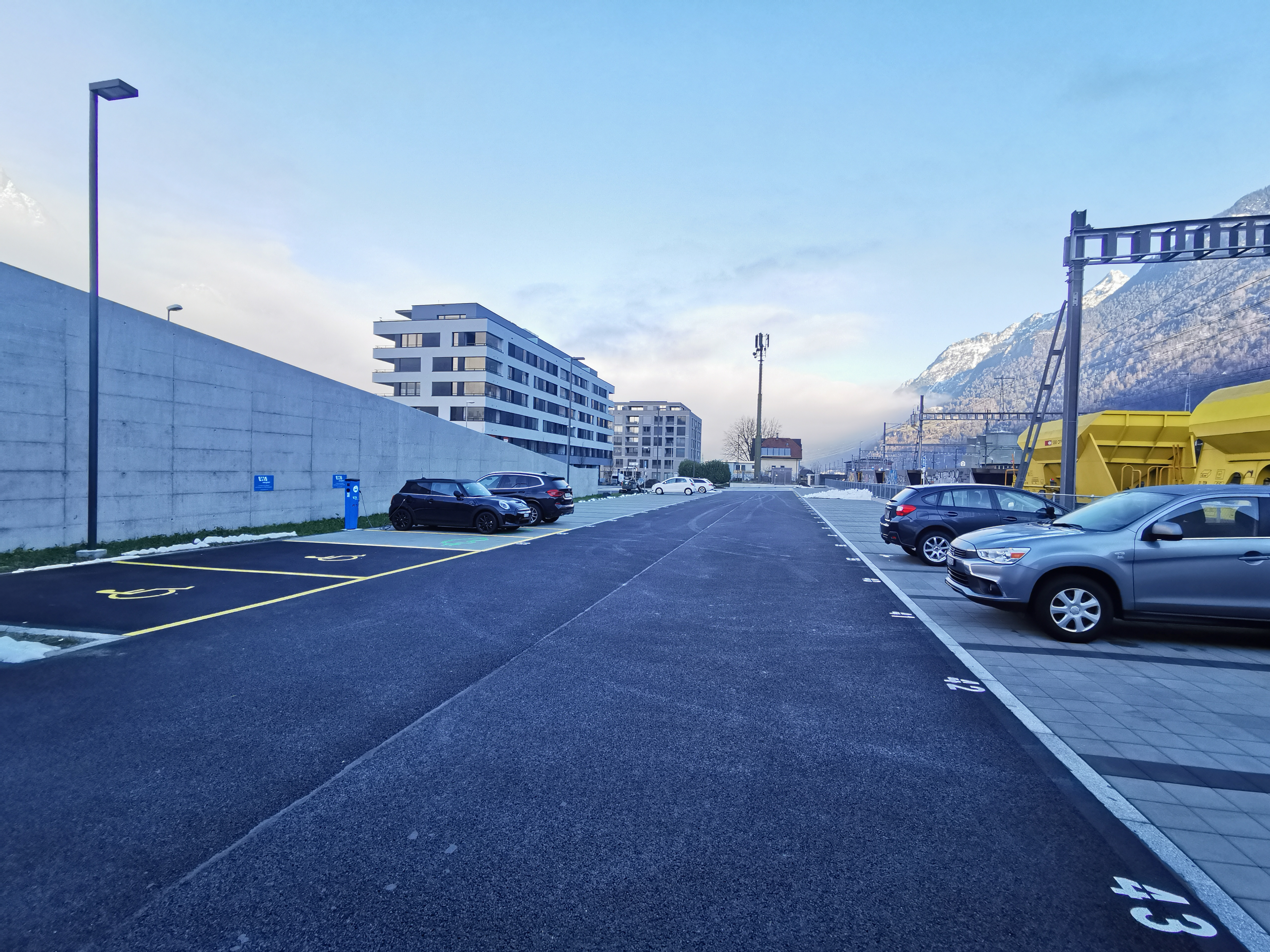
Park-and-Ride-Anlage auf der Westseite des Bahnhofs

Seit dem 13. Juni 2021 sind die verlängerten Perrons in Betrieb und der Bahnhof wird wieder von den Interregio-Linien 26 und 46 (Basel/Zürich–Locarno) und der S2 der Stadtbahn Zug (Baar Lindenpark–Erstfeld) bedient. Die provisorische Bushaltestelle auf der Bauernhofmatte wurde aufgehoben und vier der sechs Haltekanten des Bushofs Ost wurden in Betrieb genommen. Ebenfalls stehen auf der Westseite neu eine Park-and-Ride-Anlage sowie 150 neue Veloabstellplätze zur Verfügung.
Am 12. Dezember 2021 erfolgte die definitive Eröffnung als Kantonsbahnhof. Neben den neuen, zweistündlichen Halten der Intercity-Linie 2 (Zürich HB–Lugano) erfolgte ebenfalls die Umstellung des Busnetzes, sodass der Bahnhof neu von sechs regionalen Buslinien sowie zwei überregionalen Fernbuslinien (Tell- und Winkelriedbus) bedient wird. Aufgrund der Corona-Pandemie musste auf die geplanten Eröffnungsfeierlichkeiten verzichtet werden.
Zur Erhöhung der Fahrplanstabilität wurde der zweistündige Halt der Intercity-Linie 2 (Zürich HB–Lugano) ab Dezember 2022 durch den der Linie 21 (Basel SBB–Luzern–Lugano) ersetzt. Dies wurde von der Urner Politik kritisiert: Die schnelle Direktverbindung nach Zürich sei für den Kanton Uri deutlich wichtiger, da nach Luzern bereits die (noch schnellere) Tellbus-Verbindung besteht.
Nach Gesprächen vereinbarte der Kanton mit den SBB, dass dieser Wechsel ab Fahrplanjahr 2025 wieder rückgängig gemacht wird. Somit bedient seit Dezember 2024 wiederum die IC-Linie 2 den Bahnhof.

## Anlagen

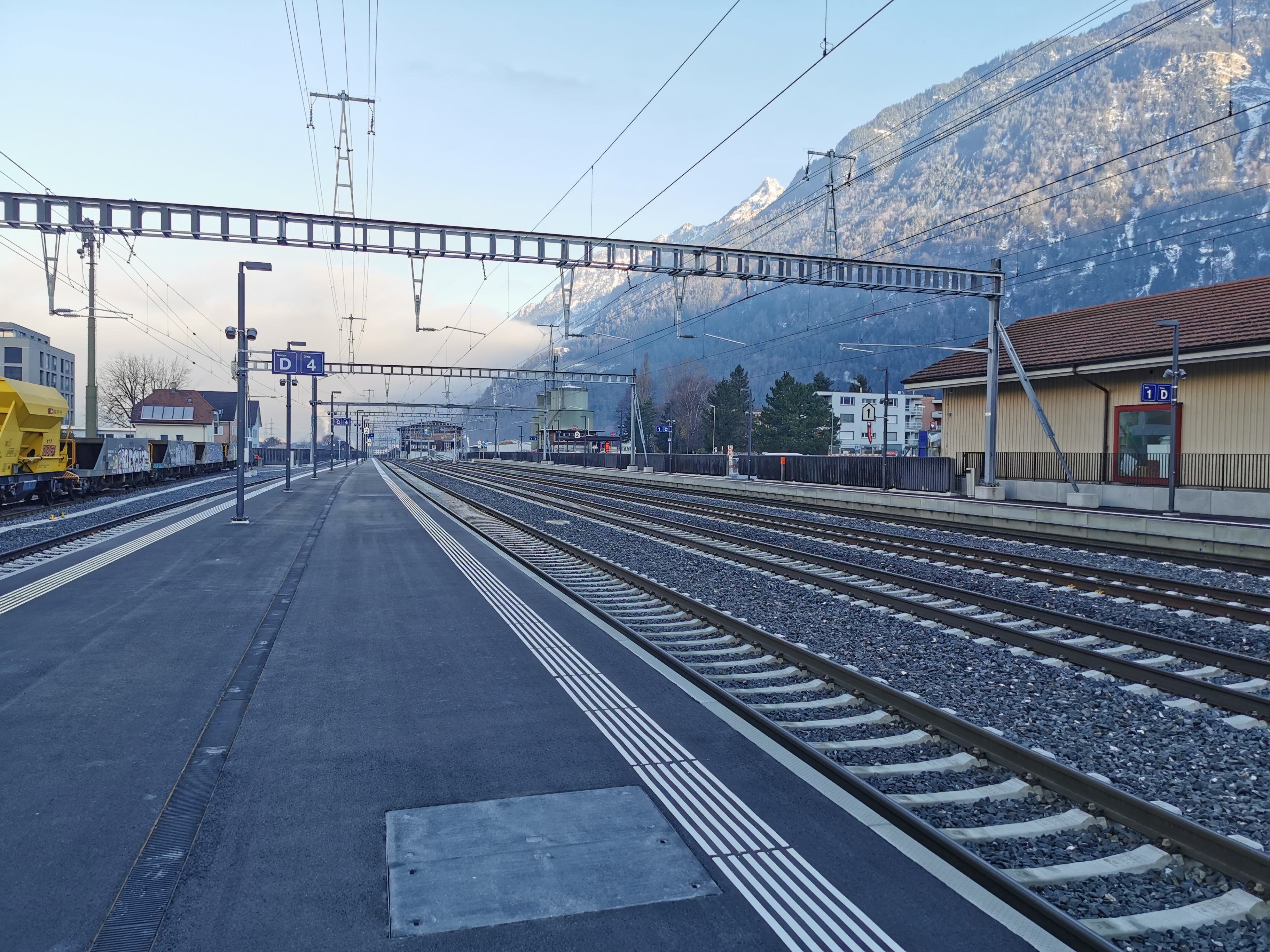
Mittelperron der Gleise 4 und 5

Der Bahnhof verfügt neben den zwei durchgehenden Hauptgleisen über drei Perrongleise in Aussenlage (Gleise 1, 4 und 5) sowie diverse Abstellgleise. Die Bahnsteige der Gleise 1 und 4 weisen die volle Länge von 420 Metern auf, sodass Intercity-Züge mit einer Länge von bis zu 400 Metern am Bahnhof halten können. Auf der Nordseite (Richtung Flüelen) ist der Bahnhof zweigleisig, auf der Südseite (Richtung Erstfeld/Gotthard-Basistunnel) dreigleisig angebunden. Eine Personenunterführung verbindet den Bahnhofplatz mit dem Mittelbahnsteig sowie der Westseite des Bahnhofs. Bahntechnisch gesehen ist der Bahnhof seit der Einführung von ETCS Level 2 am 15. August 2015 ein kommerzieller Haltepunkt.
Lange diente der Bahnhof primär dem Güterverkehr. Südwestlich des Personenbahnhofs befinden sich die ehemaligen eidgenössischen Getreidemagazine der Architekten Eduard Züblin und Robert Maillart, welche über einen Bahnanschluss verfügten. Auf der Westseite befindet sich eine Verladerampe der Gasperini AG, welche zum Verlad von Bahnschotter auf Güterwagen verwendet wird. Des Weiteren befindet sich nordöstlich der Perrons eine Entladeanlage zur Anlieferung von Heizöl und Diesel der Hubrol AG, welche 2020 aufgrund der Perronverlängerung neu gebaut werden musste.

### Bushaltestellen

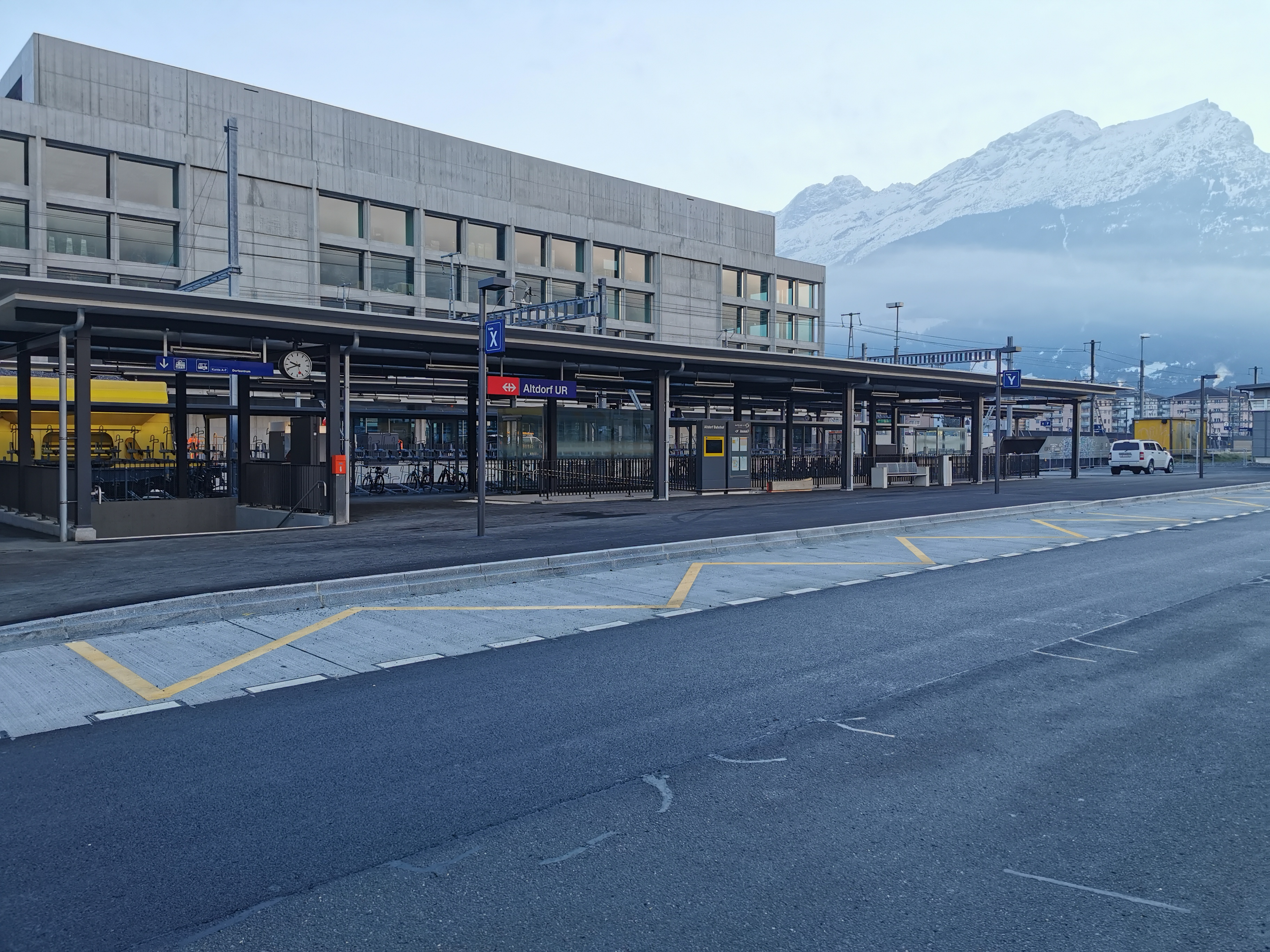
Bushof West mit dem westlichen Zugang zum Bahnhof

Die Haltestelle Altdorf UR, Bahnhof Ost (bis 2021: Altdorf UR, Bahnhof) befindet sich auf östlich des Aufnahmegebäudes auf dem Bahnhofplatz. Sie besteht aus zwei Haltekanten direkt am Aufnahmegebäude (Kanten A und B) sowie vier Haltekanten an einer überdachten Mittelinsel (Kanten C–F). Drei der sechs Haltekanten sind für Gelenkbusse (18 Meter) ausgelegt, die restlichen drei für Solobusse. Alle Haltekanten sind behindertengerecht ausgestaltet.
Die Haltestelle Altdorf UR, Bahnhof West befindet sich auf der Westseite des Bahnhofs am Ende der Personenunterführung. Sie besteht aus drei Haltekanten und wurde 2021 eröffnet. An den Kanten X und Y halten die interkantonalen Buslinien, an Kante Z allfällige Bahnersatzbusse.

## Verkehr

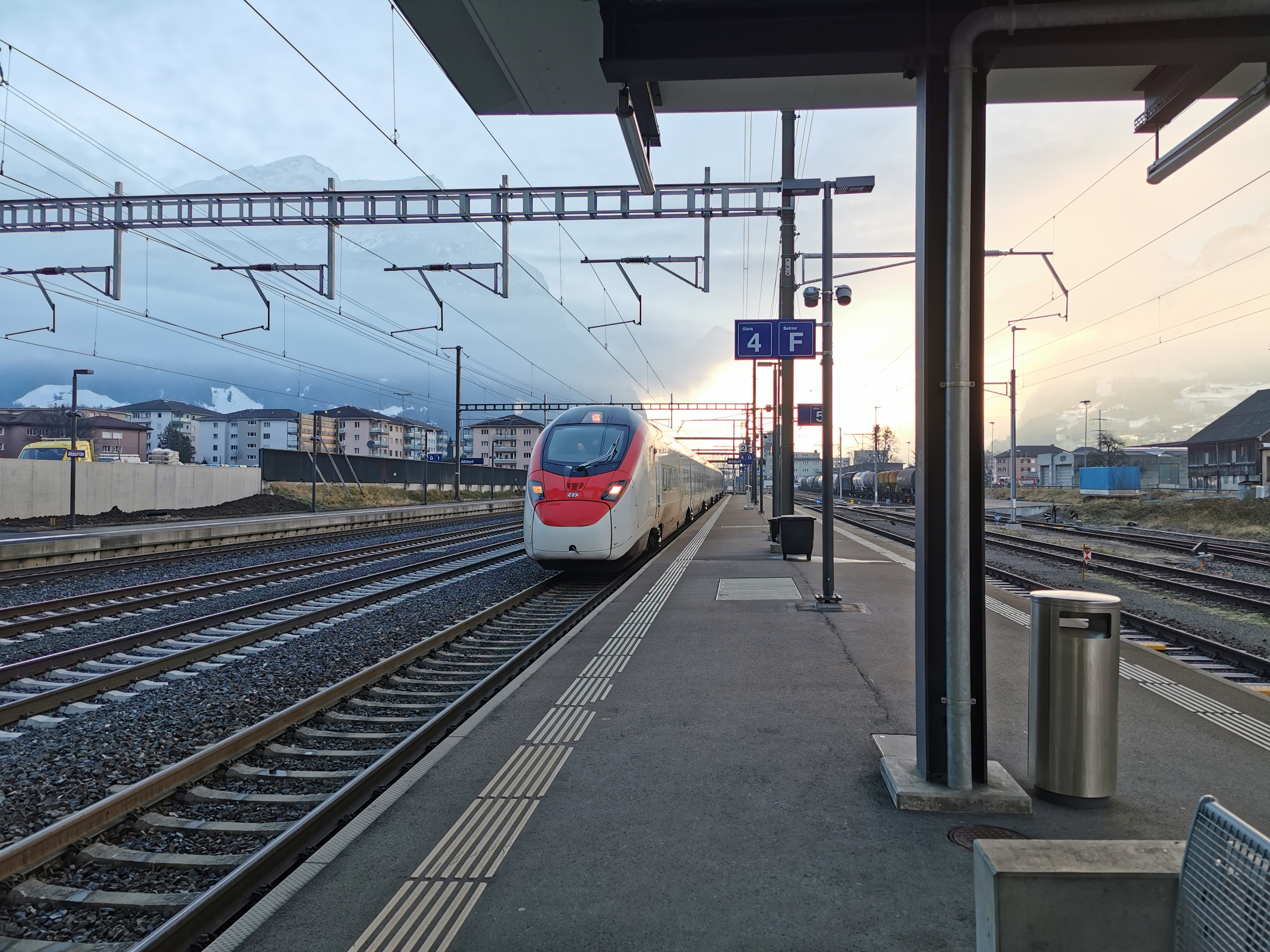
Giruno der SBB am Gleis 4

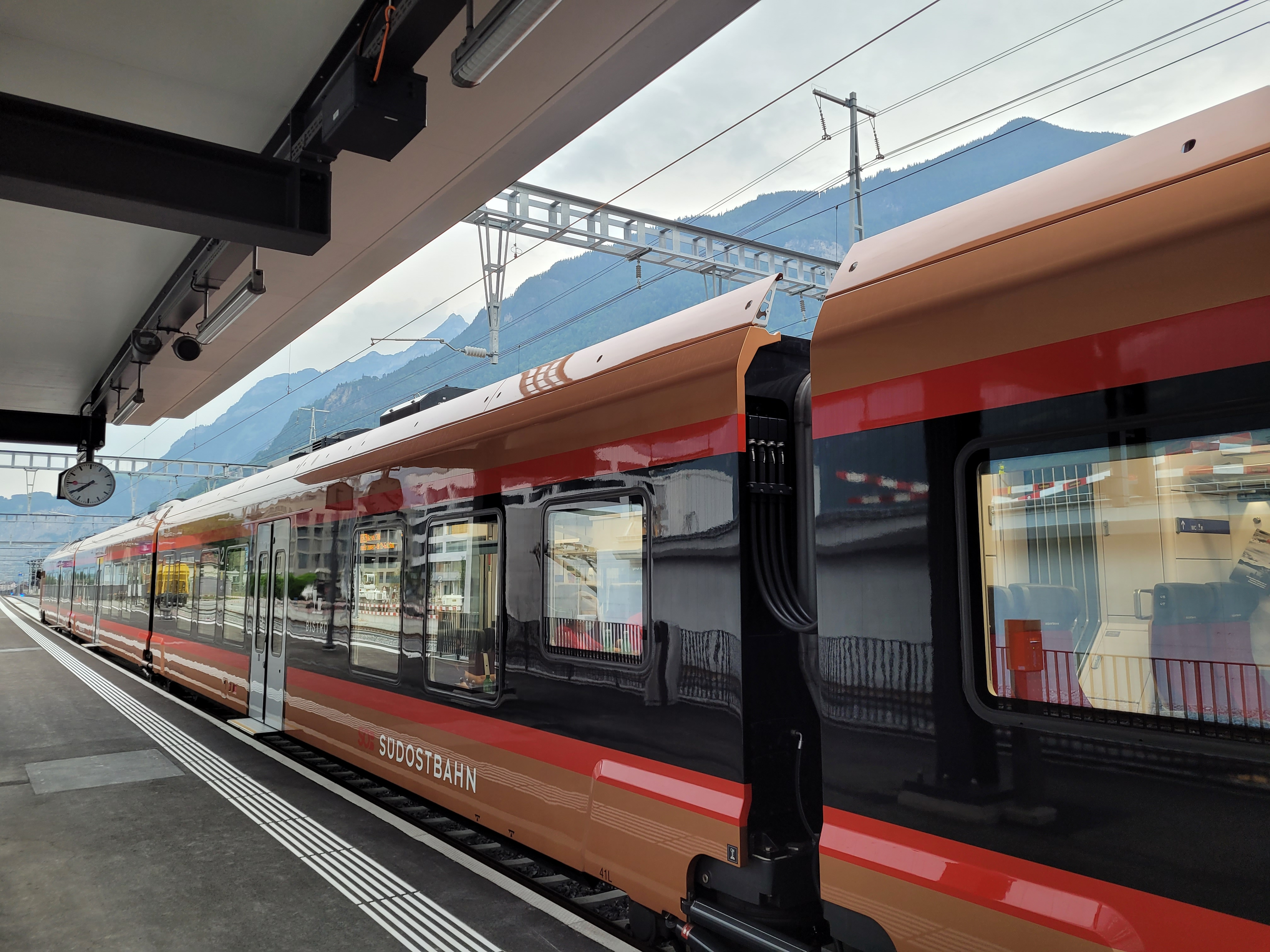
Treno Gottardo der Südostbahn (SOB) am Gleis 4

### Bahn
Der Bahnhof wird durch die Interregio-Linien 26 und 46 sowie die S2 der Stadtbahn Zug je stündlich bedient, wodurch sich ein angenäherter Halbstundentakt nach Arth-Goldau und mit Umsteigen auch nach Zürich sowie Luzern ergibt. Des Weiteren hält die Intercity-Linie 2 zweistündlich und ermöglicht somit schnelle Verbindungen durch den Gotthard-Basistunnel ins Tessin.
- 2 Zürich HB – Zug – Lugano  FZ BZ FS RZ , im Sommer zusätzlich
- 26 Basel SBB – Luzern –  Göschenen – Locarno  FS  (Treno Gottardo)
- 46 Zürich HB – Göschenen – Locarno  FS  (Treno Gottardo)
- S 2 Baar Lindenpark – Walchwil (– Erstfeld)

### Bus

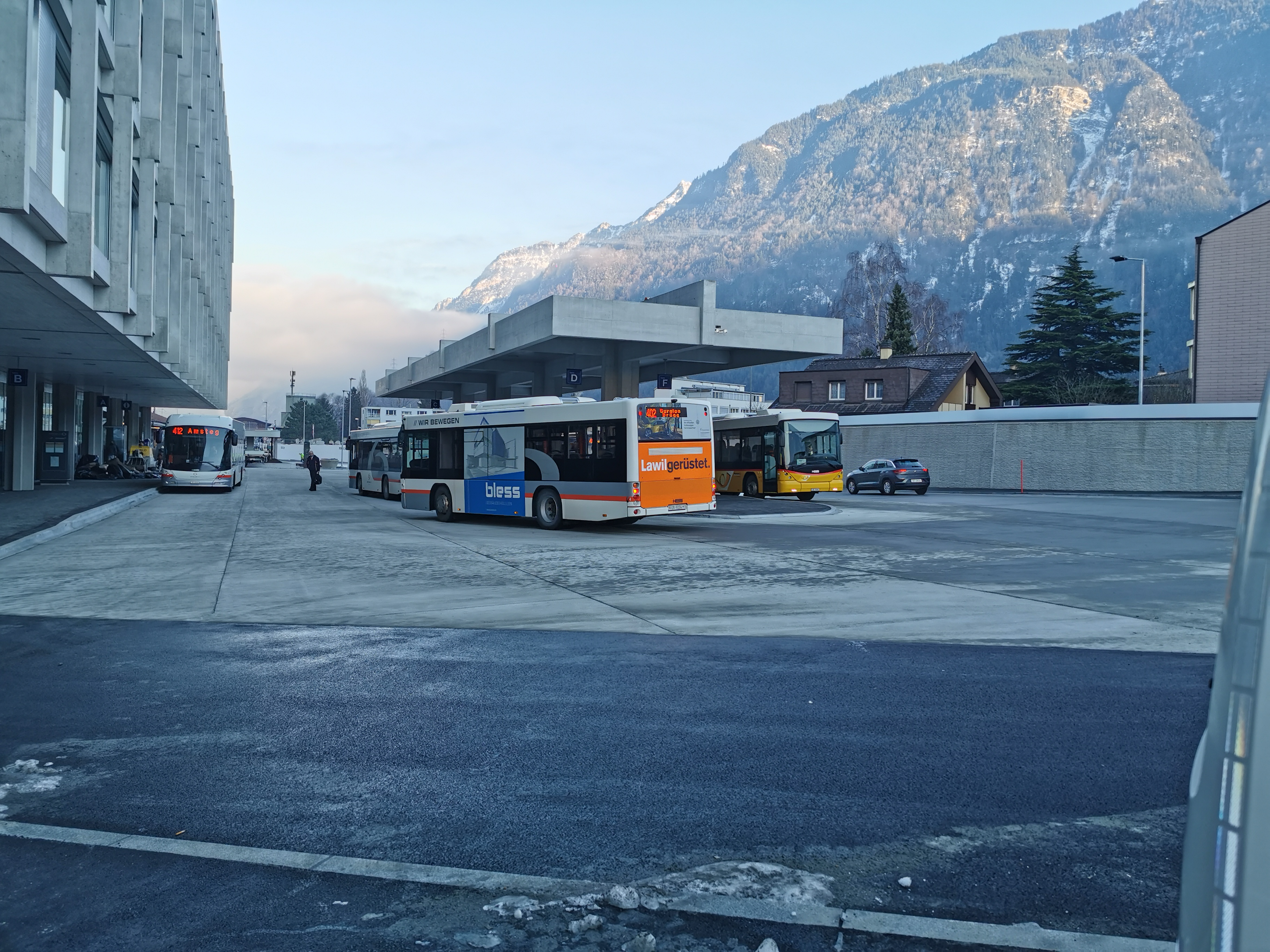
Bushof Ost mit Bussen der Auto AG Uri und von Postauto

An der Bushaltestelle Altdorf UR, Bahnhof Ost (Kanten A–F), welche vor dem Bahnhofsgebäude auf dem Bahnhofsplatz liegt, halten die regionalen Buslinien der Auto AG Uri:
- 402 Attinghausen, Seilbahn – Altdorf, Bahnhof Ost – Altdorf, Telldenkmal – Bürglen, Brügg
- 405 Schattdorf, Rossgiessen – Altdorf, Bahnhof Ost – Seedorf, Schloss A Pro – Isenthal, St. Jakob
- 408 Attinghausen, Seilbahn – Altdorf, Bahnhof Ost – Altdorf, Telldenkmal – Unterschächen, Post – Urigen (– Klausen Passhöhe – Linthal, Bahnhof)
- 412 Seedorf, Schloss A Pro – Altdorf, Bahnhof Ost – Altdorf, Telldenkmal – Erstfeld, Bahnhof – Amsteg, Post

Auf der Westseite des Bahnhofs, an der Eyschachenstrasse, halten die überregionalen Fernbuslinien an der Haltestelle Altdorf UR, Bahnhof West (Kanten X, Y):
- 310 Altdorf, Bahnhof West – Beckenried, Post – Buochs, Post – Ennetbürgen, Dorf – Stans, Bahnhof (Winkelriedbus)
- 493 Altdorf, Bahnhof West – Luzern, Eichhof – Luzern, Bahnhof (Tellbus)

## Entwicklungen rund um den Bahnhof

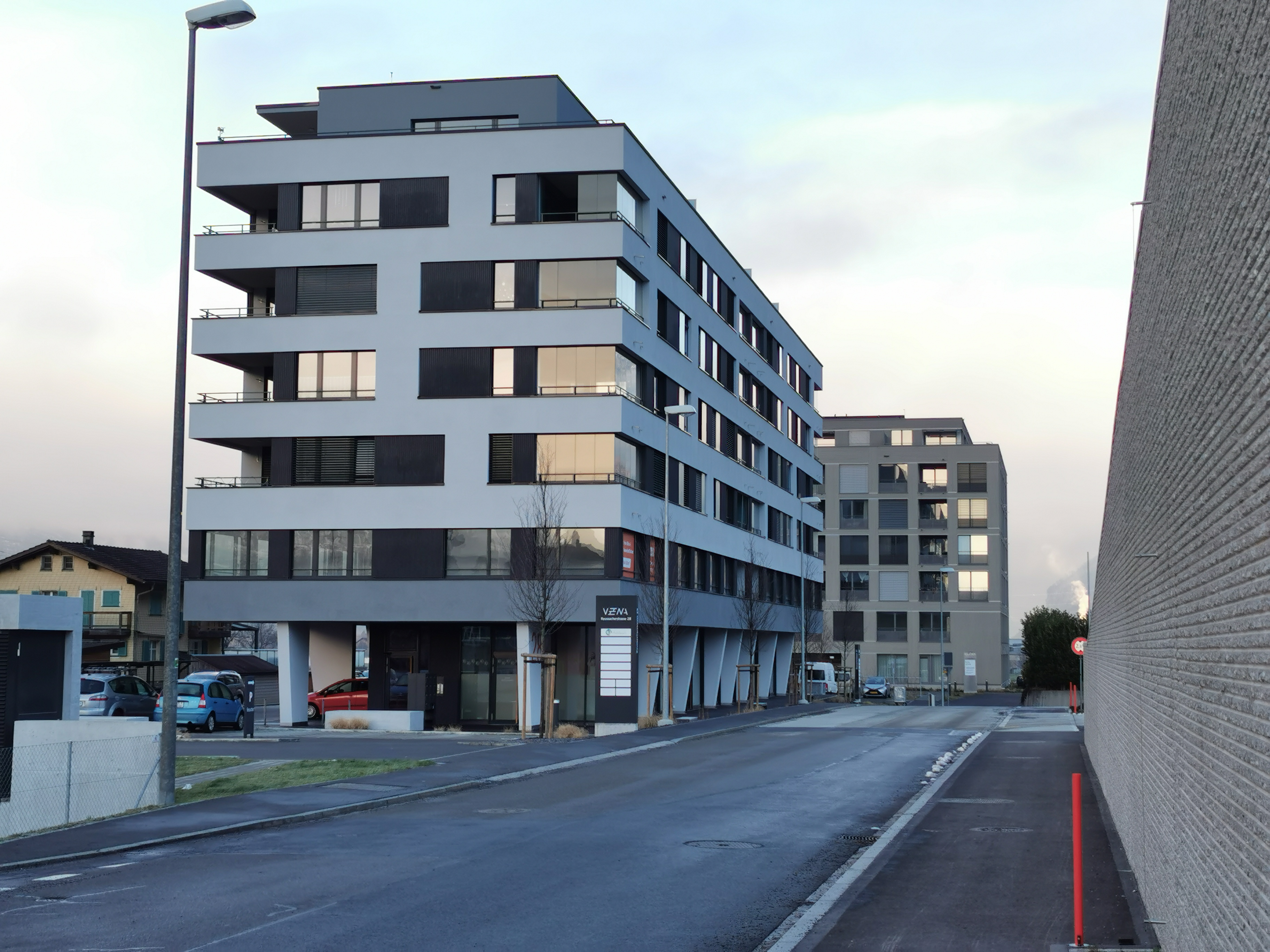
Wohn- und Geschäftshäuser Vena (links) und Cubo der CAS Gruppe AG auf der Westseite des Bahnhofs an der Reussacherstrasse

Südwestlich des Bahnhofs entsteht das Areal Werkmatt Uri (früher «Entwicklungsschwerpunkt Urner Talboden») als Industrie- und Gewerbegebiet mit 120'000 Quadratmetern Fläche. Neben den Gebäuden des ehemaligen eidgenössischen Getreidemagazins mit den historischen Bauten der Architekten Eduard Züblin und Robert Maillart und einigen Flachlagerhallen stehen dabei grosse Mengen an Bauland für Neuansiedlungen zur Verfügung. Das Areal, welches früher teilweise in Bundesbesitz war, wurde durch den Kanton Uri gekauft und wird nun Firmen zur Ansiedlung angeboten. Gemeinsam mit dem Bau der West-Ost-Verbindung (WOV) soll in Zukunft ebenfalls der Halbanschluss Altdorf Süd an der Autobahn A2 entstehen, um das Areal optimal zu erschliessen.
Direkt westlich des Bahnhofs entstanden an der Reussacherstrasse zwischen 2018 und 2021 die Wohn- und Geschäftshäuser Vena (auch Reussacher) und Cubo, welche von der CAS Gruppe AG entwickelt und realisiert wurden.

## Sonstiges
Der Bahnhof Altdorf ist von den SBB im «Interventionskonzept Nord» für den Gotthard-Basistunnel als Sammelplatz für aus dem Tunnel gerettete Personen vorgesehen.